# Olonzac
Olonzac település Franciaországban, Hérault megyében. Lakosainak száma 1683 fő (2022. január 1.). Olonzac Argens-Minervois, Azille, Homps, Paraza, Pépieux, Pouzols-Minervois, Roubia, Tourouzelle, Azillanet, Beaufort, Cesseras és Oupia községekkel határos.

## Népesség
A település népességének változása:
| Lakosok száma | 1856 | 1633 | 1569 | 1644 | 1757 | 1797 | 1770 | 1687 | 1684 | 1683 |
|               | 1968 | 1982 | 1990 | 2006 | 2013 | 2015 | 2017 | 2019 | 2020 | 2022 |